# Batrachoseps gregarius
Espèce
Statut de conservation UICN

 LC  : Préoccupation mineure
Batrachoseps gregarius est une espèce d'urodèles de la famille des Plethodontidae.

## Répartition
Cette espèce est endémique de Californie aux États-Unis. Elle se rencontre de la limite Sud du parc national de Yosemite jusqu'au bassin de la rivière Kern entre 100 et 1 800 m d'altitude dans l'ouest de la Sierra Nevada et des monts Greenhorn.

## Description
Batrachoseps gregarius mesure de 30 à 40 mm sans la queue.

## Étymologie
Son nom d'espèce, du latin gregarius, « troupeau, groupe », lui a été donné en référence au fait que les œufs sont pondus collectivement.

## Publication originale
- Jockusch, Wake & Yanev, 1998 : New species of slender salamanders, Batrachoseps (Amphibia: Plethodontidae) from the Sierra Nevada of California. Contributions in Science. Natural History Museum of Los Angeles County, no 472, p. 1-17 (texte intégral).